# 比森特·德尔博斯克
比森特·德尔博斯克·冈萨雷斯，第一代德尔博斯克侯爵（西班牙語：Vicente del Bosque González, 1st Marquis of Del Bosque），1950年12月23日—），西班牙人。因1999年至2003年間率領皇家馬德里獲得兩次歐洲冠軍杯和兩次西甲聯賽冠軍的成功執教經歷，而被認為是皇馬歷史上最傑出的教練之一。在南非舉行的2010年世界盃足球賽上，博斯克率領西班牙奪得大力神杯，并在2012年欧洲足球锦标赛上成功卫冕，成為歷來首位奪得世界盃，歐洲國家盃以及歐洲聯賽冠軍盃三大重要賽事的主帥。

## 生平

### 球員生涯
作为球员，博斯克在皇家马德里卡斯蒂利亚、科尔多瓦足球俱乐部与皇家马德里共参加441场联赛，打入38球，夺得5次西班牙甲組聯賽冠军，4次西班牙国王盃冠军，並为西班牙隊出场18次，入一球。

### 教練生涯
1984年退役後，任皇馬青年隊主教練，曾兩次任皇家馬德里的臨時主教練。
1999年再次被任命為皇家馬德里臨時主教練，以接替成績不佳的托沙克（John Toshack）。當時輿論認為博斯克此次也只是如前兩次一樣的過渡教練，但隨後球隊成績的好轉和獲得歐洲冠軍杯，使博斯克坐穩了主教練位置，被人稱為最成功的救火教練。在博斯克執教下的皇馬，年年都取得一項冠軍，有趣的是梅花間竹地取得西班牙甲組聯賽和歐洲冠軍聯賽冠軍。而他與皇馬一眾球星的良好關係亦得到陣中各球星的心悅誠服，包括費高、魯爾、卡路士、朗拿度等都明言在皇馬只願意佩服博斯克為主教練。
可惜博斯克在2003年取得西班牙甲組聯賽冠軍之後，皇家馬德里以博斯克已然落伍無法繼續帶領球會前進為由，不再與博斯克續約，博斯克不得不離開皇馬，導致皇馬長期欠缺一位備受擁戴的教練。於2003年宣佈退役的前皇馬隊長耶羅便指出：皇馬的最大失敗便是沒有跟博斯克續約。而朗拿度更於2005-06年球季下旬揚言要博斯克重返球會才繼續留效。
博斯克賦閒後，常常有球隊邀請其執教，但他令人驚異的選擇了前往土耳其的贝西克塔斯執教，半年後因戰績不佳遭解職，至2008年歐洲國家盃完滿結束之後，他才取代阿拉干尼斯成為西班牙國家隊教練。

## 荣誉

### 球員生涯
| 球會       | 賽事               | 獲獎年份                                              |
| ---------- | ------------------ | ----------------------------------------------------- |
| 皇家馬德里 | 西班牙甲組聯賽冠軍 | 1974/75年，1975/76年，1977/78年，1978/79年，1979/80年 |
| 皇家馬德里 | 西班牙国王盃冠軍   | 1973/74年，1974/75年，1979/80年，1981/82年            |

### 教練生涯
| 球會       | 賽事               | 獲獎年份               |
| ---------- | ------------------ | ---------------------- |
| 皇家馬德里 | 西班牙甲組聯賽冠軍 | 2000/01年，2002/03年   |
| 皇家馬德里 | 歐洲聯賽冠軍盃冠軍 | 1999/2000年，2001/02年 |
| 皇家馬德里 | 洲際盃足球賽冠軍   | 2002年                 |
| 皇家馬德里 | 西班牙超級盃冠軍   | 2001年，2003年         |
| 皇家馬德里 | 歐洲超級盃冠軍     | 2002年                 |
| 西班牙     | 世界盃冠軍         | 2010年                 |
| 西班牙     | 歐洲國家盃冠軍     | 2012年                 |

### 教練生涯数据统计
最近更新：2016年7月5日

| 国籍   | 球队       | 從         | 至        | 统计 | 统计 | 统计 | 统计 | 统计   | 统计 | 统计 | 统计 |
| 国籍   | 球队       | 從         | 至        | 场次 | 胜   | 和   | 負   | 得勝率 | 入球 | 失球 | 球差 |
| ------ | ---------- | ---------- | --------- | ---- | ---- | ---- | ---- | ------ | ---- | ---- | ---- |
| 西班牙 | 皇家馬德里 | 1994年     | 1994年    | 11   | 5    | 1    | 5    | 45.45  | 23   | 22   | +1   |
| 西班牙 | 皇家馬德里 | 1996年     | 1996年    | 1    | 1    | 0    | 0    | 100    | 5    | 0    | +5   |
| 西班牙 | 皇家馬德里 | 1999年11月 | 2003年6月 | 233  | 127  | 56   | 50   | 54.51  | 461  | 267  | +194 |
| 土耳其 | 贝西克塔斯 | 2004年     | 2005年    | 17   | 8    | 5    | 4    | 47.06  | 40   | 25   | +15  |
| 西班牙 | 西班牙     | 2008年8月  | 2016年6月 | 114  | 87   | 10   | 17   | 76.32  | 254  | 74   | +175 |
| 总计   | 总计       | 总计       | 总计      | 470  | 259  | 99   | 112  | 55.11  | 927  | 538  | +389 |

### 和阿拉贡内斯共同创下的35场不败纪录
從2008年歐洲國家盃0比0戰平意大利隊後，博斯克帶領西班牙隊開始連勝之旅。在這15戰中，西班牙隊13次不失球取得勝利，進36球僅失2球。另外，鬥牛士們還追平了巴西隊在1993年到1996年創下的35場不敗的紀錄，其中包括2008年歐洲國家盃以不敗戰績奪冠。
| 对手           | 性质                       | 日期           | 比分 (进球队员)                                                         |
| -------------- | -------------------------- | -------------- | ----------------------------------------------------------------------- |
| 罗马尼亚       | 熱身賽                     | 2006年11月15日 | 0–1 · 奇普里安·马里卡 58'                                               |
| 阿拉贡内斯时代 |                            |                |                                                                         |
| 1 英格兰       | 熱身賽                     | 2007年2月7日   | 1–0 · 恩尼斯達 63'                                                      |
| 2 丹麦         | 2008年欧洲足球锦标赛外围赛 | 2007年3月24日  | 2–1 · 莫里恩特斯 34' 大衛·韋拿 45'                                      |
| 3 冰岛         | 2008年欧洲足球锦标赛外围赛 | 2007年5月28日  | 1–0 · 恩尼斯達 81'                                                      |
| 4 拉脱维亚     | 2008年欧洲足球锦标赛外围赛 | 2007年6月2日   | 2–0 · 大衛·韋拿 45' 沙維 60'                                            |
| 5 列支敦士登   | 2008年欧洲足球锦标赛外围赛 | 2007年6月6日   | 2–0 · 大衛·韋拿 8' 14'                                                  |
| 6 希腊         | 熱身賽                     | 2007年8月22日  | 3–2 · 馬真拿 38' 大衛·韋拿 68' 90'                                      |
| 7 冰岛         | 2008年欧洲足球锦标赛外围赛 | 2007年9月8日   | 1–1 · 恩尼斯達 86'                                                      |
| 8 拉脱维亚     | 2008年欧洲足球锦标赛外围赛 | 2007年9月12日  | 2–0 · 沙維 13' 費蘭度·托利斯 86'                                        |
| 9 丹麦         | 2008年欧洲足球锦标赛外围赛 | 2007年10月13日 | 3–1 · 達蒙度 14' 塞尔吉奥·拉莫斯 40' · 利亞拿 89'                       |
| 10 芬兰        | 熱身賽                     | 2007年10月17日 | 0–0                                                                     |
| 11 瑞典        | 2008年欧洲足球锦标赛外围赛 | 2007年11月17日 | 3–0 · 卡普德維拉 14' 恩尼斯達 39' · 塞尔吉奥·拉莫斯 65'                 |
| 12 北爱尔兰    | 2008年欧洲足球锦标赛外围赛 | 2007年11月21日 | 1–0 · 沙維 52'                                                          |
| 13 法国        | 熱身賽                     | 2008年2月6日   | 1–0 · 卡普德維拉 82'                                                    |
| 14 意大利      | 熱身賽                     | 2008年3月26日  | 1–0 · 大衛·韋拿 76'                                                     |
| 15 秘鲁        | 熱身賽                     | 2008年5月31日  | 2–1 · 大衛·韋拿 37' 卡普德维拉 90'                                      |
| 16 美国        | 熱身賽                     | 2008年6月4日   | 1–0 · 沙維 78'                                                          |
| 17 俄罗斯      | 2008年欧洲足球锦标赛       | 2008年6月10日  | 4–1 · 大衛·韋拿 20' 44' 75' · 法比加斯 90+1'                            |
| 18 瑞典        | 2008年欧洲足球锦标赛       | 2008年6月14日  | 2–1 · 費蘭度·托利斯 15' 大衛·韋拿 90+2'                                 |
| 19 希腊        | 2008年欧洲足球锦标赛       | 2008年6月18日  | 2–1 · 德拉雷德 61' 古爾沙 88'                                           |
| 20 意大利      | 2008年欧洲足球锦标赛       | 2008年6月22日  | 0–0 (互射十二碼西班牙4–2)                                               |
| 21 俄罗斯      | 2008年欧洲足球锦标赛       | 2008年6月26日  | 3–0 · 沙維 50' 古爾沙 73' 大衛·施華 82'                                 |
| 22 德国        | 2008年欧洲足球锦标赛       | 2008年6月29日  | 1–0 · 費蘭度·托利斯 33'                                                 |
| 博斯克时代     |                            |                |                                                                         |
| 23 丹麦        | 熱身賽                     | 2008年8月20日  | 3–0 · 沙比·阿朗素 50' 90' 沙維 73'                                      |
| 24 波黑        | 2010年世界盃外圍賽         | 2008年9月6日   | 1–0 · 大衛·韋拿 58'                                                     |
| 25 亚美尼亚    | 2010年世界盃外圍賽         | 2008年9月10日  | 4–0 · 卡普德维拉 8' 大衛·韋拿 17' 79' · 塞纳 82'                        |
| 26 爱沙尼亚    | 2010年世界盃外圍賽         | 2008年10月11日 | 3–0 · 大衛·韋拿 34' 桑尼圖 38' · 佩奧爾 69'                             |
| 27 比利时      | 2010年世界盃外圍賽         | 2008年10月15日 | 2–1 · 恩尼斯達 36' 大衛·韋拿 88'                                        |
| 28 智利        | 熱身賽                     | 2008年11月19日 | 3–0 · 大衛·韋拿 37' 費蘭度·托利斯 66' · 辛迪·卡蘇拿 86'                 |
| 29 英格兰      | 熱身賽                     | 2009年2月11日  | 2–0 · 大衛·韋拿 36' 路蘭迪 82'                                          |
| 30 土耳其      | 2010年世界盃外圍賽         | 2009年3月28日  | 1–0 · 碧基 60'                                                          |
| 31 土耳其      | 2010年世界盃外圍賽         | 2009年4月1日   | 2–1 · 沙比·阿朗素 62' 利亞拿 90'                                        |
| 32 阿塞拜疆    | 熱身賽                     | 2009年6月9日   | 6–0 · 大衛·韋拿 34' 39' 45' · 利亞拿 68' 古爾沙 71' · 費蘭度·托利斯 87' |
| 33 新西兰      | 2009年联合会杯             | 2009年6月14日  | 5–0 · 費蘭度·托利斯 6' 14' 17' · 法比加斯 24' 大衛·韋拿 48'             |
| 34 伊拉克      | 2009年联合会杯             | 2009年6月17日  | 1–0 · 大衛·韋拿 55'                                                     |
| 35 南非        | 2009年联合会杯             | 2009年6月20日  | 2–0 · 大衛·韋拿 52' 路蘭迪 72'                                          |
| 美国           | 2009年联合会杯             | 2009年6月24日  | 0–2 · 27' 74'                                                           |

### 封侯
2011年2月4日，博斯克被西班牙国王封为侯爵（1st Marquis of Del Bosque）。正式稱為： Ilustrísimo Señor Marqués de Del Bosque ("The Most Illustrious The Marquis of Del Bosque")。